# رسم البورتريه

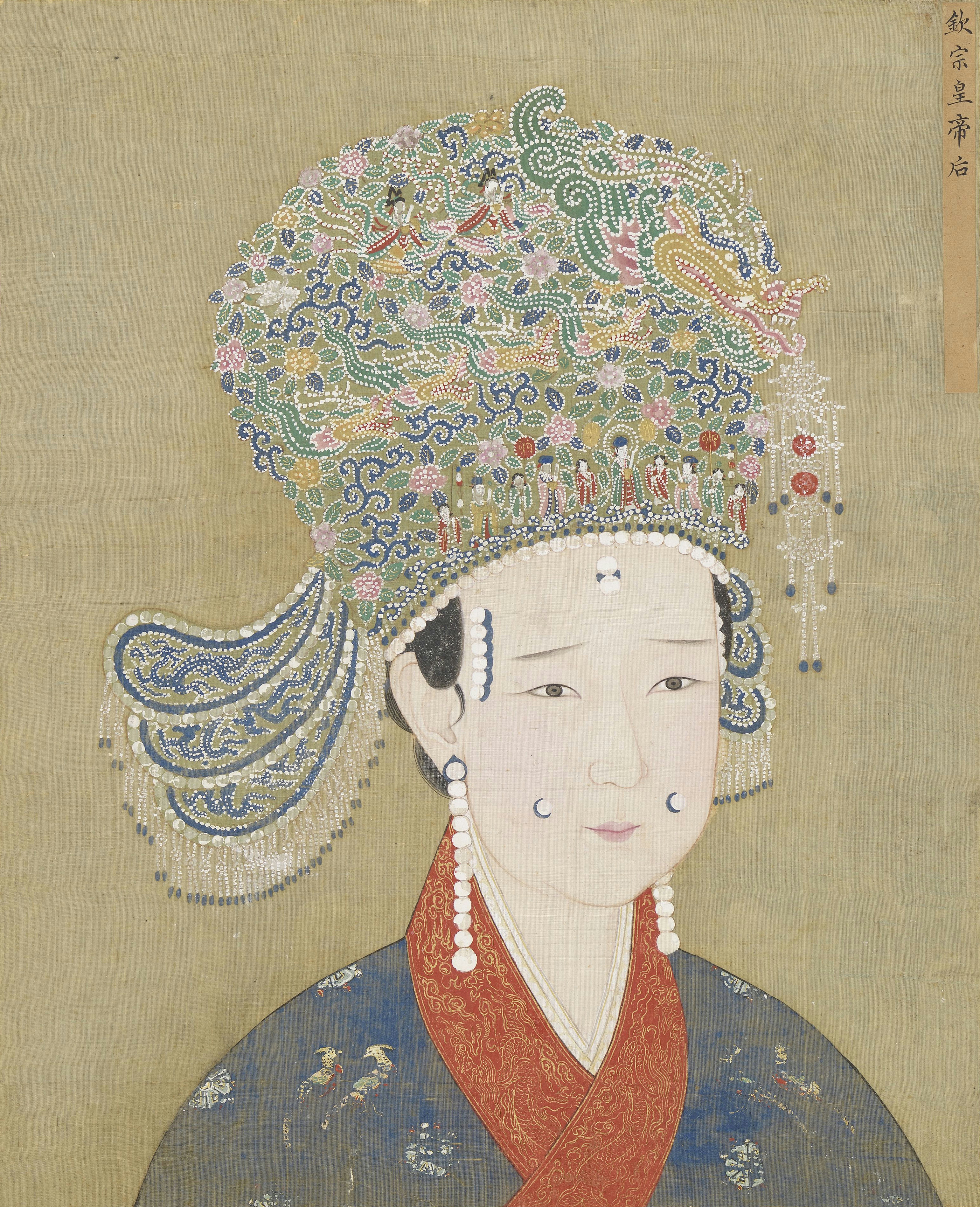

رسم البورتريه هو نوع من الرسم يكون القصد منه تمثيل موضوع بشري معين. يمكن أن يصف مصطلح «لوحة البورتريه» أيضًا البورتريه الفعلية المرسومة. قد يُنشئ رسامو البورتريه أعمالهم عن طريق تكليفهم من قبل العامة أو أناس معينين، أو أنهم قد يستلهمون الإعجاب أو المحبة لموضوع ما. غالبًا ما تكون البورتريهات بمثابة سجلات مهمة للدولة والأسرة إضافة إلى كونها عبارة عن ذكريات.
عبر التاريخ، صورت لوحات البورتريه الفنية في المقام الأول ذكرى الأغنياء والأقوياء. مع ذلك، ومع مرور الوقت، أصبح من الشائع أن يقوم رعاة الطبقة المتوسطة بتكليف رسامين من أجل البورتريهات لعائلاتهم وزملائهم. اليوم، ما تزال الحكومات والشركات والجماعات والنوادي والأفراد تكلف الفنانين برسم البورتريهات. بالإضافة إلى الرسم، يمكن أيضًا صنع البورتريه باستخدام وسائط أخرى مثل المطبوعات (بما في ذلك النقش والطباعة الحجرية) والتصوير الفوتوغرافي والفيديو والوسائط الرقمية.
قد يبدو واضحًا من أن الهدف من لوحة البورتريه هو تحقيق تشابه مع الأصل بحيث يمكن التعرف على صاحب البورتريه بمجرد رؤيته، أما الهدف منها من الناحية المثالية هي حفظ جيد لمظهر الشكل. في الواقع، كان هذا المفهوم بطيئًا في النمو، واستغرق الفنانون من مختلف التقاليد قرونًا لاكتساب المهارات المتميزة لرسم لوحة تحمل الشبه الجيد.

## التقنية والممارسة
من المتوقع أن تُظهر البورتريه التي تُنفذ بشكل جيد الجوهر الداخلي للموضوع (من وجهة نظر الفنان) أو تمثيلًا رائعًا، وليس مجرد تشابه حرفي. كما ذكر أرسطو بأن «الهدف من الفن هو تقديم ليس المظهر الخارجي للأشياء، بل أهميتها الداخلية، لأن هذا ما يشكل الحقيقة الواقعية وليس الأسلوب والتفاصيل الخارجية». قد يسعى الفنانون إلى الواقعية الفوتوغرافية أو التشابه الانطباعي في تصوير موضوعاتهم، لكن هذ يختلف عن الرسوم الكاريكاتورية التي تحاول الكشف عن الشخصية من خلال المبالغة في السمات المادية. يحاول الفنان عمومًا تقديم تصوير تمثيلي مثلما ذكر إدوارد بورن جونز، «التعبير الوحيد المسموح به في البورتريه العظيم هو التعبير عن الشخصية والجودة الأخلاقية وليس عن أي شيء مؤقت أو عابر أو عرضي.»
ينتج عن هذا في معظم الحالات نظرة جدية مع شفاه مغلقة، ويندر تاريخيًا أي شيء يتجاوز الابتسامة الطفيفة، أو كما قال تشارلز ديكنز، «لا يوجد سوى أسلوبين من رسم البورتريه: الجاد والابتسامة المتكلفة». حتى مع هذه القيود، يمكن أن تنتابنا مجموعة كاملة من المشاعر الخفية بدءًا من التهديد الهادئ إلى القناعة اللطيفة. مع ذلك، بوجود الفم الذي يُعتبر محايدًا بشكل نسبي، يمكن إنشاء الكثير من تعبيرات الوجه بالاعتماد على العينين والحاجبين. يقول المؤلف والفنان غوردون سي. أيمار حول هذا الموضوع. «العيون هي المكان الذي يبحث فيه المرء عن المعلومات الأكثر اكتمالًا وموثوقية وذات الصلة». يمكن للحواجب أن تُظهر «بمفردها تقريبًا الدهشة والشفقة والخوف والألم والسخرية والتركيز والحزن والاستياء والتوقع، من خلال اختلافات وتوليفات لا حصر لها».
يمكن أن تصور اللوحة الشخصية الموضوع «بالطول الكامل» (الجسم كله)، أو «نصف الطول» (من الرأس إلى الخصر أو الوركين)، أو «الرأس والكتفين» (تمثال نصفي)، أو الرأس فقط. قد يتحول رأس الشخص من «وجه كامل» (مشهد أمامي) إلى صورة جانبية (مشهد جانبي)، «مشهد ثلاثة أرباع» («مشهد الثلثين») يقع في مكان ما بينهما، ويتراوح من أمامي كلي إلى جانبي كلي تقريبًا (الكسر هو مجموع الجانبين [نصف واحد من الوجه] بالإضافة إلى «ربع الوجه» للنصف الأخر، بدلًا من ذلك يُعتبر كل جانب ثلثًا). ابتكر الفنانون من حين لآخر تركيبات ذات مشاهد من اتجاهات متعددة مثلما هو الحال مع بورتريه أنطوني فان ديك الثلاثي الذي رسم فيه تشارلز الأول في ثلاثة وضعيات. حتى أن هناك عددًا قليلًا من اللوحات التي لا يظهر فيها الجزء الأمامي على الإطلاق، وتُعد لوحة عالم كريستينا للرسام أندرو وايث (1948) مثالًا مشهورًا على ذلك، إذ تتكامل وضعية الفتاة المعوقة –التي تُدير ظهرها إلى المشاهد- مع السياق الذي وُضعت فيه لتوصيل إحساس الفنان.
من بين المتغيرات المحتملة الأخرى، أن يكون الموضوع مغطى بالملابس أو عاريًا في الداخل أو الخارج، واقفًا أو جالسًا أو مستلقيًا أو حتى ممتطيًا الخيل. يمكن أن تكون لوحات البورتريه للأفراد أو الأزواج أو للأهل مع أطفالهم أو العائلات أو مجموعة زملاء. يمكن إنشاء هذه اللوحات باستخدام وسائط مختلفة بما في ذلك الزيت والألوان المائية وأقلام الحبر والرصاص والفحم والباستيل والوسائط المختلطة. يمكن للفنانين استخدام مجموعة واسعة من الألوان، مثلما هو الحال مع لوحة بيير أوغست رينوار، السيدة شاربنتاير وأطفالها (1878)، أو أنهم اقتصروا على الأبيض والأسود في الغالب، مثلما هو الحال مع الرسام غيلبرت ستيورات في بروتريه جورج واشنطن (1796).
يُعد الحجم الكلي للبورتريه في بعض الأحيان اعتبارًا مهمًا. تختلف بورتريهات تشاك كلوز هائلة الحجم التي أُنشئت لعرضها في المتحف بشكل كبير عن معظم البورتريهات التي صُممت لتناسب المنزل أو لتسافر بسهولة مع العميل. يأخذ الفنان في الاعتبار كثيرًا من الأحيان مكان تعليق البورتريه النهائي وألوان الديكور المحيط وأسلوبه.
قد يستغرق إنشاء بورتريه شخصي وقتًا طويلًا وعادة ما يتطلب عدة جلسات. أصر سيزان من جهة، على أكثر من 100 جلسة للوحته. من ناحية أخرى، فضل غويا الجلوس طويلًا ليوم واحد. المتوسط نحو أربعة. يقدم الرسامون في بعض الأحيان لعارضيهم مجموعة من الرسومات أو الصور لكي يختاروا منها وضعيتهم المفضلة، مثلما فعل السير جوشوا رينولدز. يلجأ البعض مثل هانز هولباين الأصغر، لرسم الوجه ثم يكمل بقية اللوحة من دون العارض. استغرق تسليم اللوحة للعميل في القرن الثامن عشر، نحو عام واحد.
تُعد معالجة توقعات العارض ومزاجه مصدر قلق لفنان البورتريه، أما فيما يتعلق بأمانة البورتريه بالنسبة لمظهر العارض فعادة ما يتبع الفنانون نهجًا ثابتًا. عرف العملاء الذين سعوا وراء السير جوشوا رينولدز أنهم سيحصلون على نتيجة رائعة، بينما توقع عملاء توماس إيكنز صورة واقعية لا تلين. اشتهر أوليفر كرومويل بالمطالبة بأن تُظهر صورته «كل هذه الخشونة والبثور والثآليل وكل شيء يمكنك رؤيته وإلا فلن أدفع أي شيء بالمقابل».